# Старая Прилука
Ста́рая Прилу́ка (укр. Стара́ Прилу́ка) — село в Липовецком районе Винницкой области Украины.
Расположено на берегу реки Десна (левый приток Южного Буга).
Код КОАТУУ — 0522286601. Население по переписи 2001 года составляет 1575 человек. Почтовый индекс — 22511. Телефонный код — 4358.
Занимает площадь 4,48 км².

## Достопримечательности
- Остатки оборонных сооружений Бурты
- Дворец С.Меринга, в стиле необарокко
- Покровская (Преображенская) Церковь, 19 в.

## Адрес местного совета
с. Старая Прилука, ул. Гагарина, 56

## Галерея

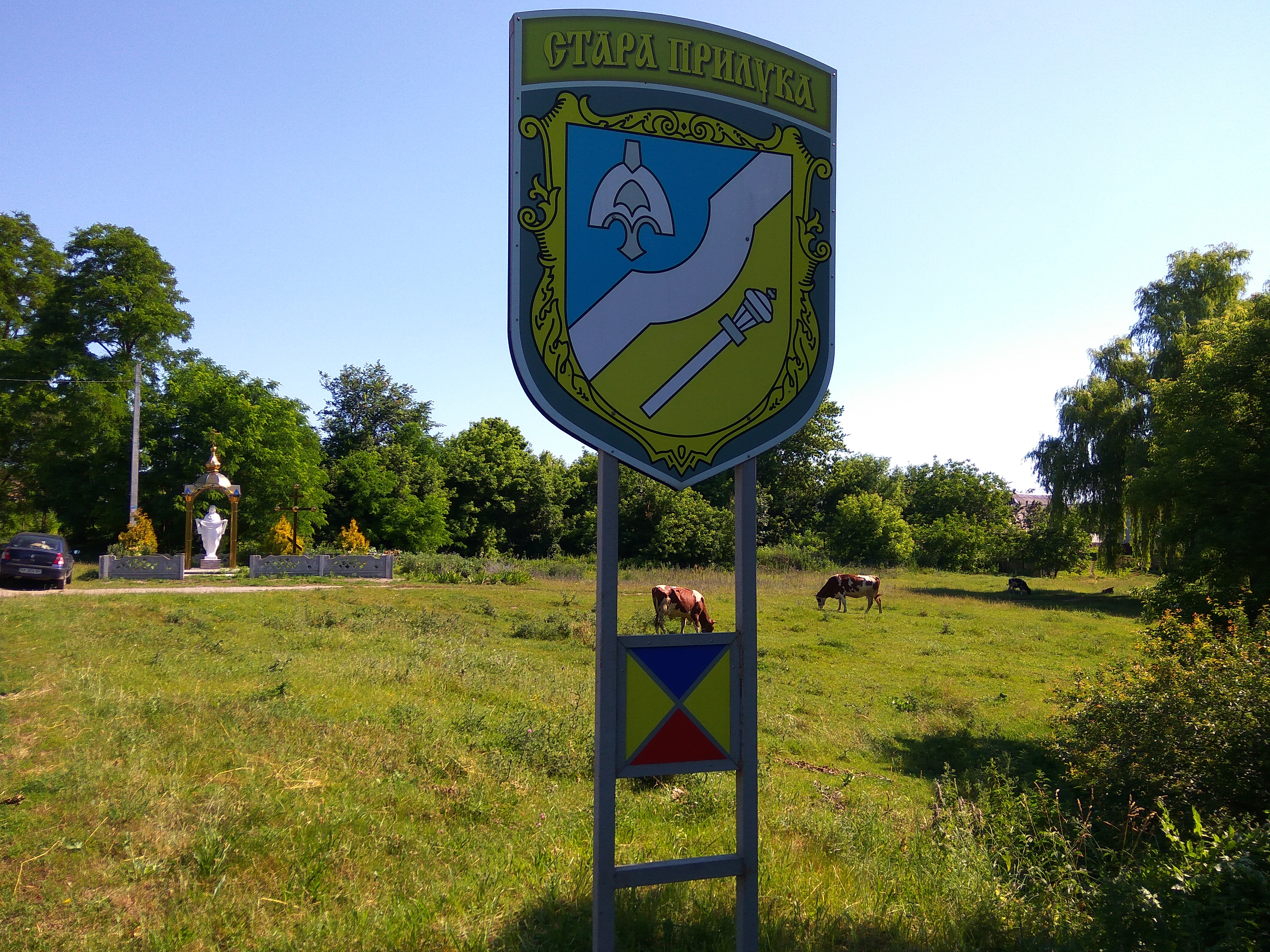
Въезд в село
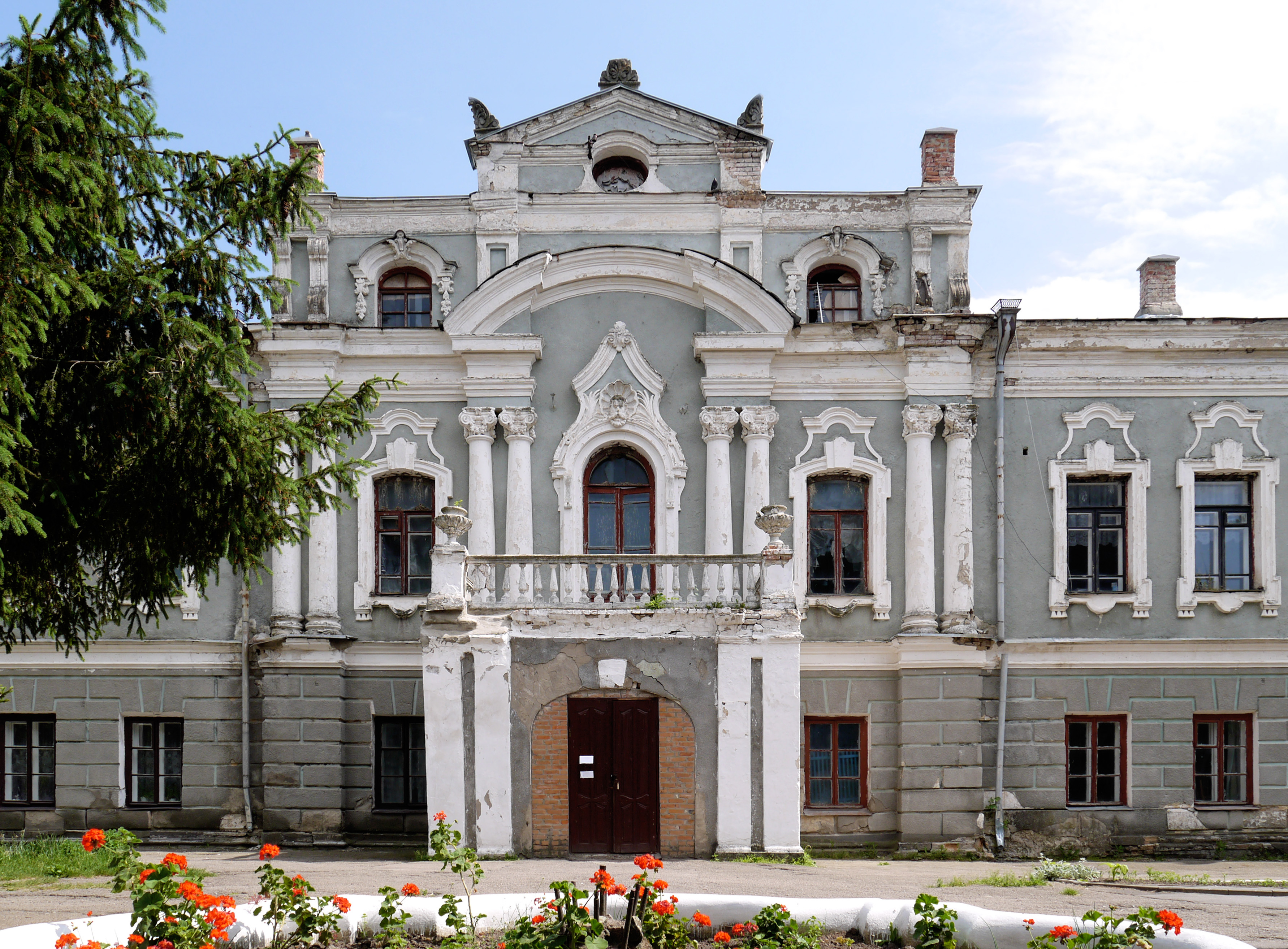
Дворец Меринга
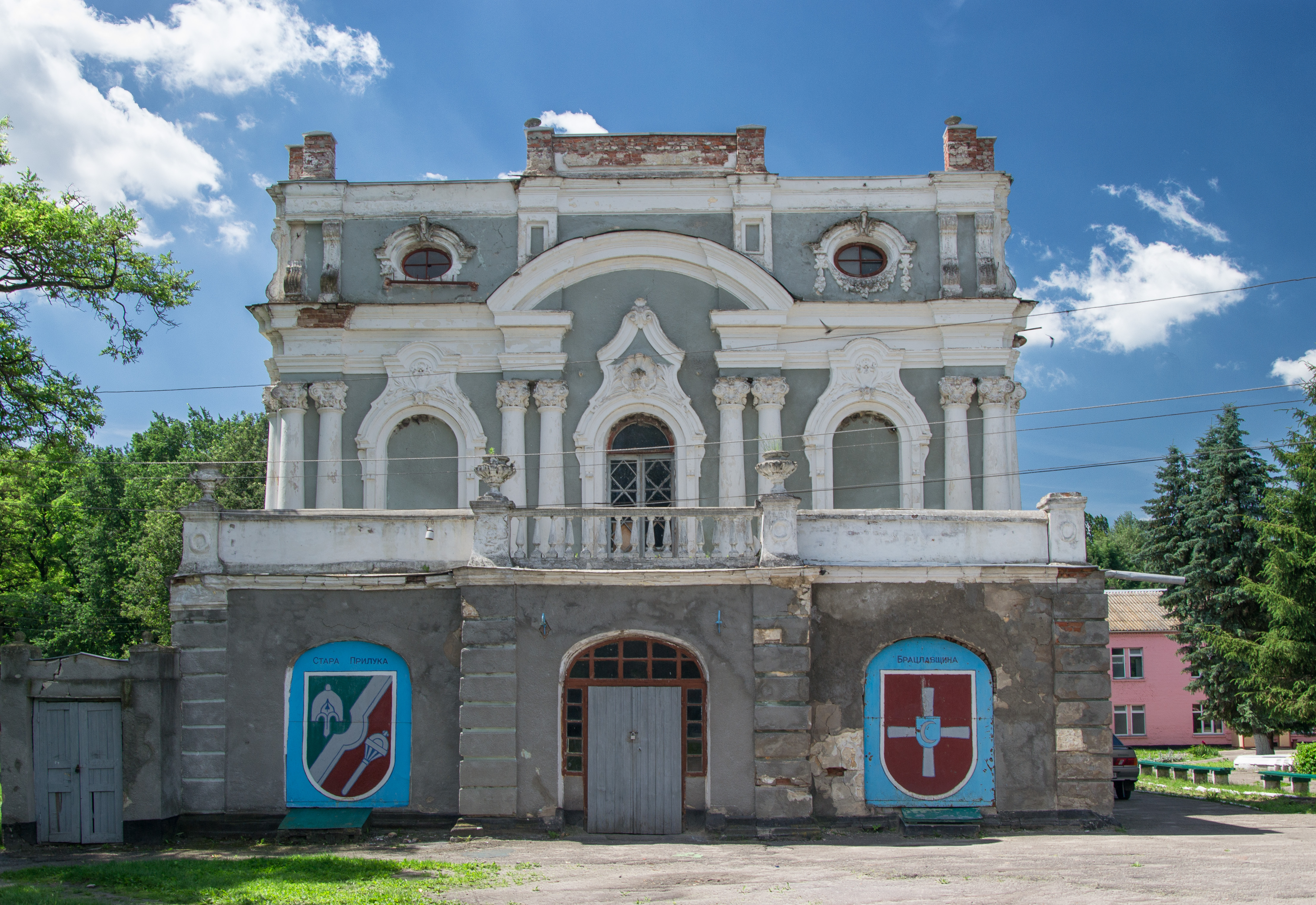
Дворец С.Меринга
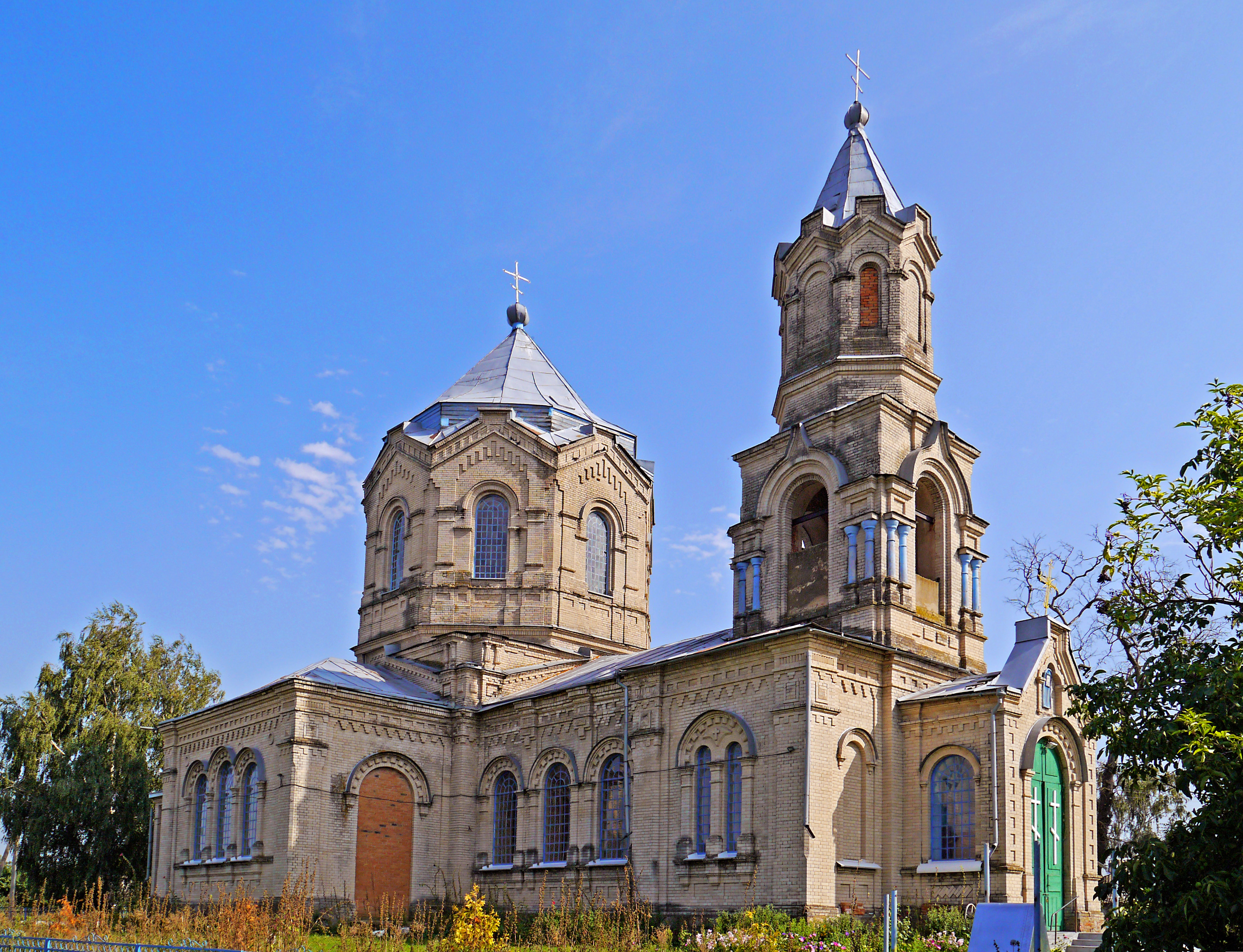
Преображенская церковь
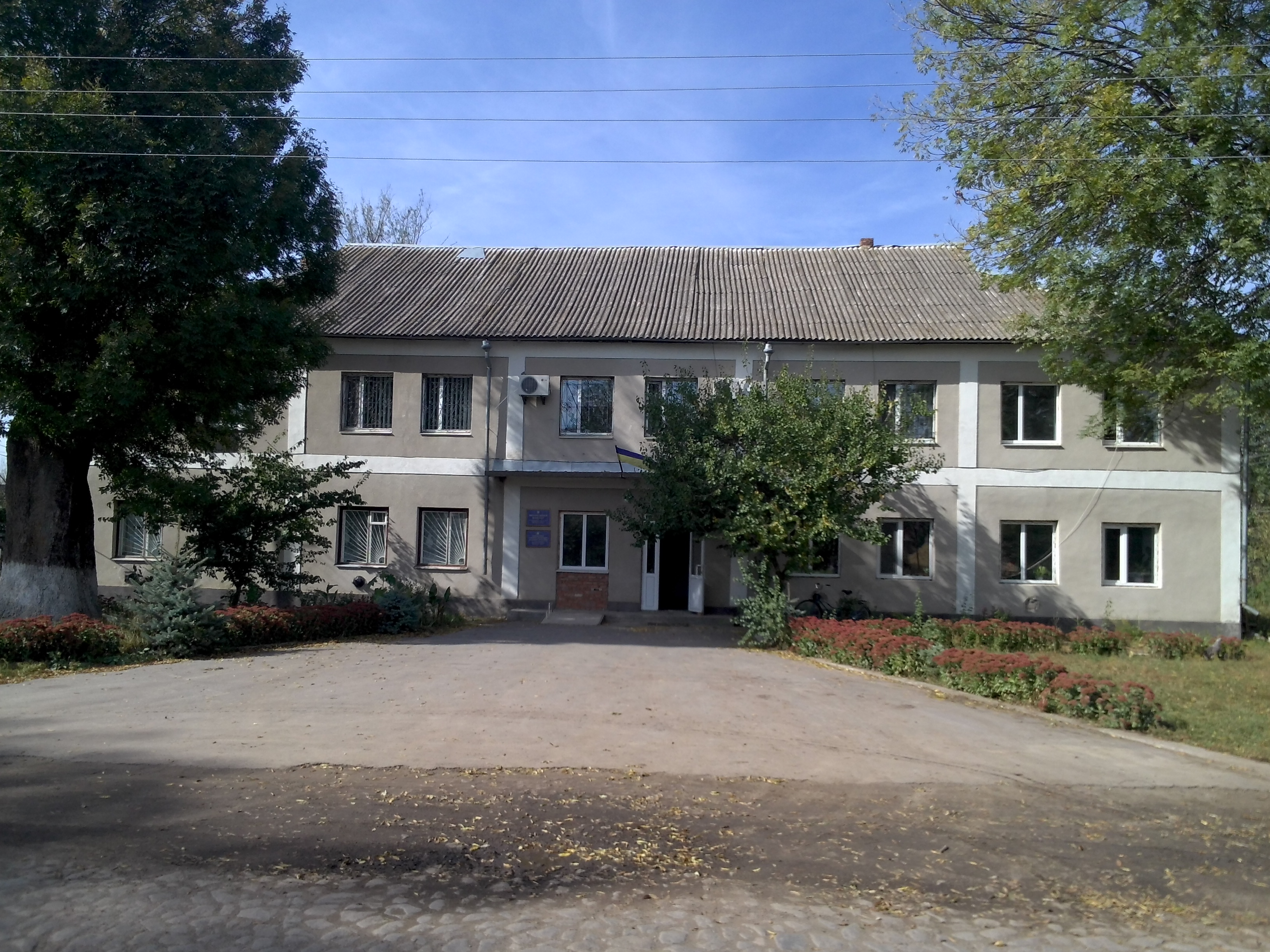
Дом культуры
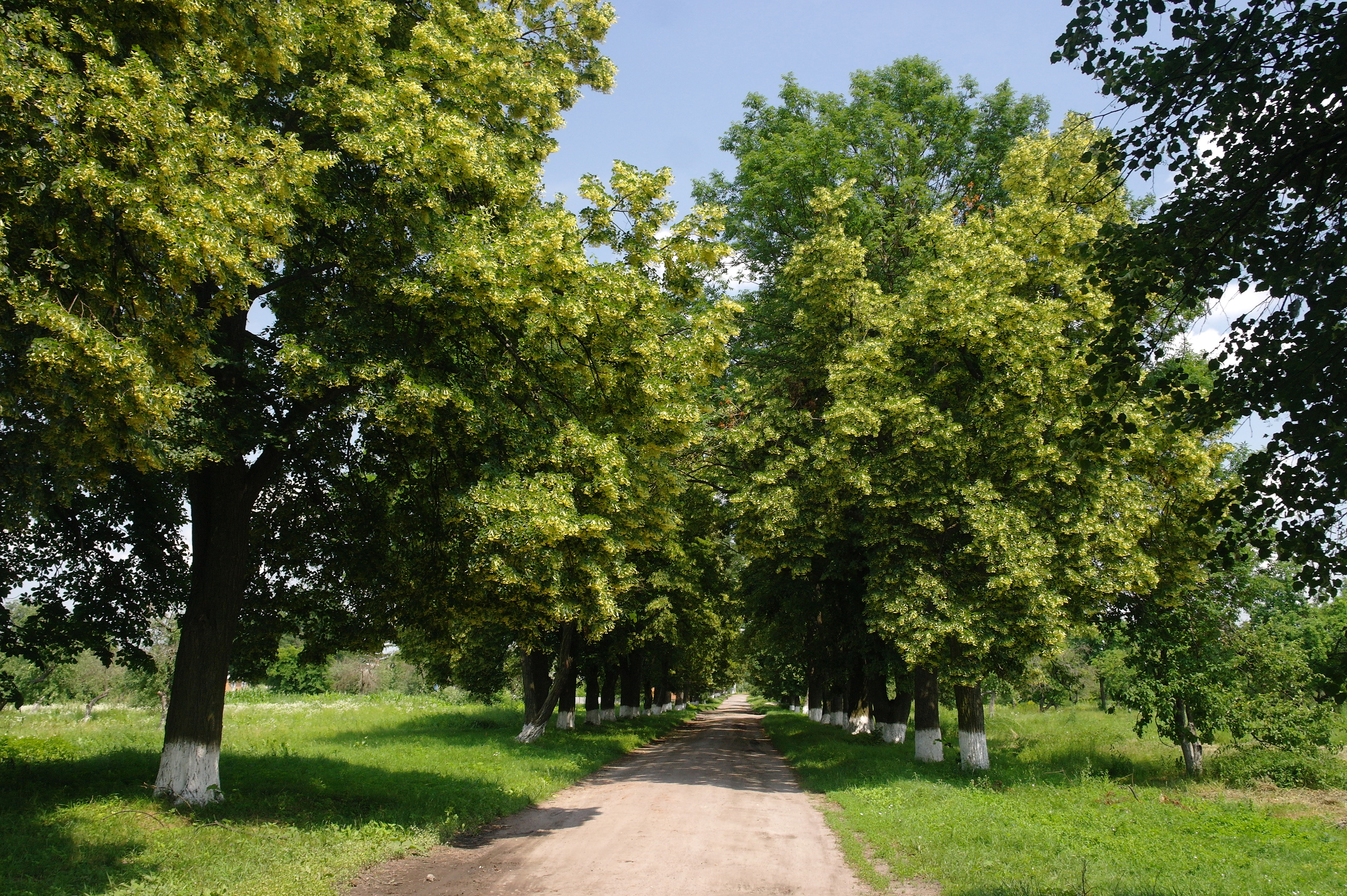
Парк
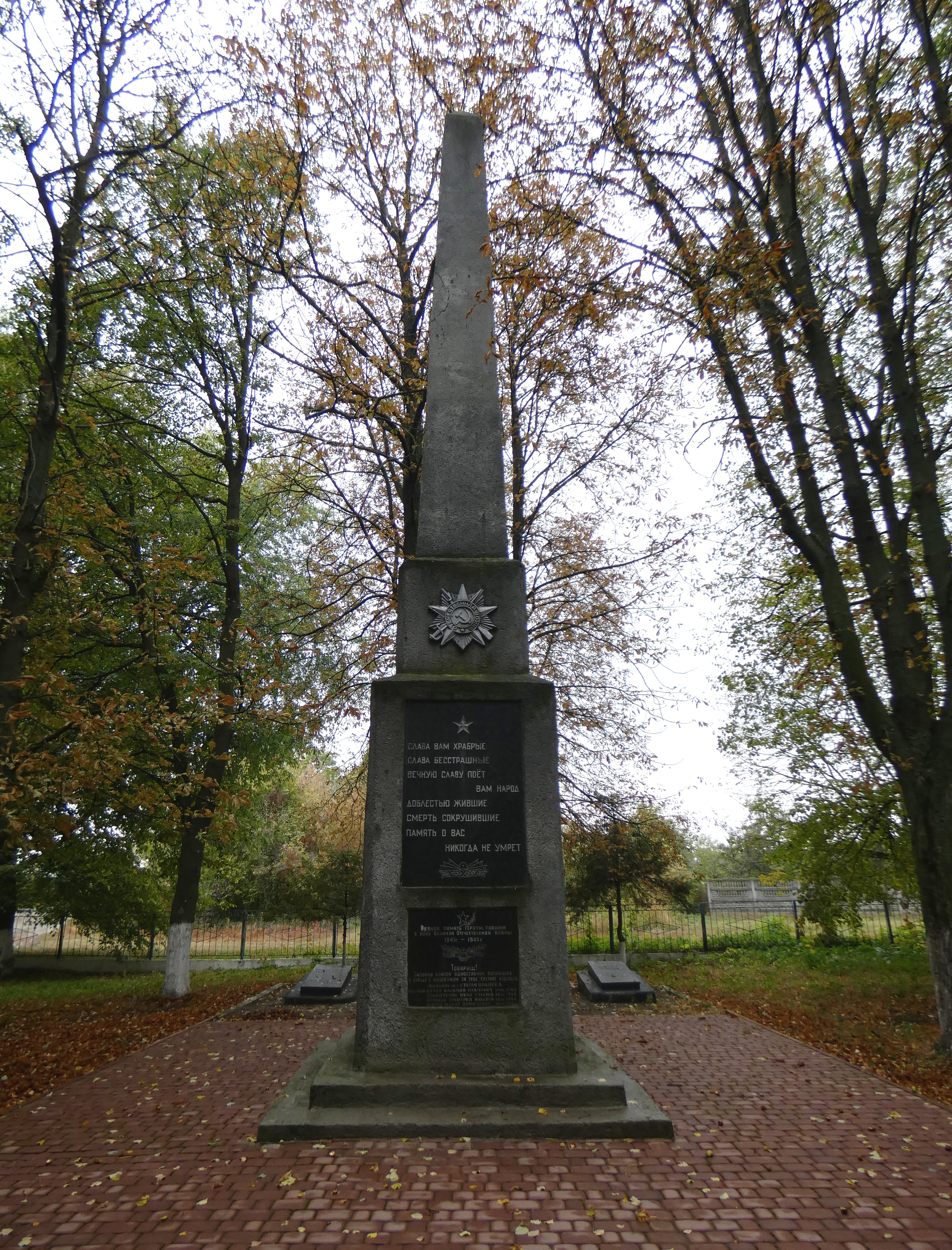
Памятник погибшим в ВОВ
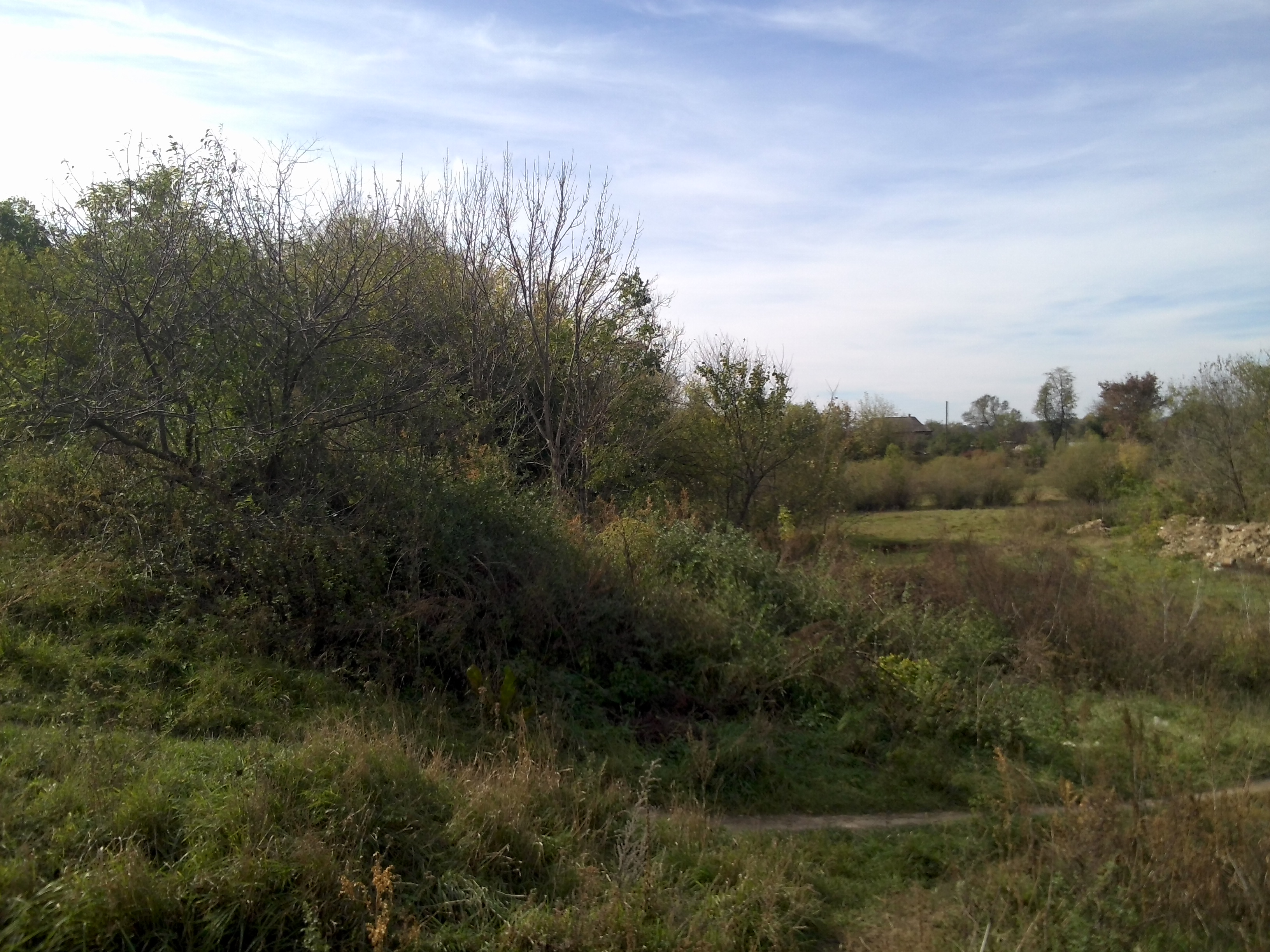
Древнее городище Бурты